# Jérôme Leussink
Jérôme Leussink, geboren als Gerhardus Johannes Antonius (Gerard) Leussink en ook bekend als Girolamo Leussink (Zwolle, 4 oktober 1898 – Rome, 29 maart 1952), was een benedictijner monnik-schilder en iconograaf.

## Geboorte en overlijden
Leussink was het oudste kind van Gerhardus Paulus Leussink (Haaksbergen, 1863 – Zwolle, 1937), aannemer, en Johanna Maria Brummelhuis (Hengevelde, 1868 – Zwolle, 1907). Het stel was op 11 november 1897 getrouwd in Hengevelde. G.P. Leussink had in 1892 in Zwolle het timmer- en metselbedrijf van een oom overgenomen en daar ging het echtpaar dan ook wonen. Ze kregen vier zonen; ook de jongste koos voor het kloosterleven.
Dom Jérôme Leussink O.S.B. overleed in Rome in het Grieks college van St. Athanasius aan een hartaanval, na reeds enige tijd te hebben geleden aan een in de bronnen niet verder gemelde kwaal. Hij is begraven te Rome; op de begraafplaats van het Klooster van Chevetogne herinnert een kruis aan zijn monastieke leven.

## Kapelaan
Leussink studeerde aan beide seminaries in het bisdom Utrecht, het kleinseminarie Kuilenburg en het grootseminarie Rijsenburg; in Rijsenburg kreeg hij onderwijs van onder anderen de latere kardinaal Johannes de Jong. Hij werd in 1923 priester gewijd. Na zijn opleiding werd hij kapelaan in Herveld (1923-1924), Doornenburg (1924-1929), Enschede (1929-1933) en Kampen (1933-1934).
Leussink kweet zich van zijn priesterlijke taken: in Enschede was hij betrokken bij de oprichting van het R.K. Tehuis voor het gebrekkige Kind; bij de oprichting van tehuizen voor jeugdige respectievelijk oudere werklozen; hij was adviseur voor de R.K. Werklieden-vereeniging; hij was de geestelijke leidsman van de Katholieke Verkenners. Evenwel moet hij tijd hebben gezien aandacht aan kunst te besteden, getuige ook zijn bespreking in 1930 van een tentoonstelling van kerkelijke kunst in Almelo in dagblad De Tijd, waarin hij lof spreekt van het werk van Joanna Wichmann en vooral van Josef ten Horn, van wiens ontwikkeling hij zich goed op de hoogte toont.

## In de orde der benedictijnen
Volgende de apostolische brief Equidem Verba van 21 maart 1924, waarin Pius XI opriep tot het werk der hereniging, speciaal met de Russische orthodoxen, stichtte de benedictijner Lambert Beauduin in 1925 het "Klooster van de Eenheid" in het Belgische Amay-sur-Meuse. Het klooster, dat sinds 1939 als Monastère de l'Exaltation de la Sainte Croix in Chevetogne wordt voortgezet, geeft sinds 1926 het tijdschrift Irénikon uit. Irénikon is van aanvang af een van de middelen geweest om het verlangen naar eenheid (oecumene) onder de leden van de westerse kerk te doen toenemen, mede door het bevorderen van inzicht in de geschiedenis, zeden, theologie en liturgie van de oosters-orthodoxen. Leussink was een trouw lezer van het blad, en hij bezocht het herenigingskloostertje (de priorij was begonnen met tien monniken en zes novicen) regelmatig; waarschijnlijk trok hem ook de verzameling iconen die door onder meer Dom Ildefons Dirks in Amay was aangelegd.
In augustus 1934 verleende aartsbisschop Jansen hem ontslag uit de geestelijke bediening: Leussink had aangegeven in te willen treden in de orde der benedictijnen om zich te voegen bij de monniken der hereniging. Hij legde zijn professie af op 10 februari 1936.
De oversten in Amay herkenden de bijzondere aanleg van Don Girolamo voor de schilderkunst en zonden hem na zijn novicaat voor een opleiding naar de École supérieure des arts Saint-Luc in Luik.
Zijn theoretische kennis deelde Leussink enkele malen in publieke lezingen, hierbij gebruikmakend van een serie gekleurde lichtbeelden van kerkschilderingen en iconen. In 1937 sprak hij in Hotel Hof van Holland in Den Haag over de plaats die Maria inneemt in de  Byzantijnse liturgie van het Oosten en over de Mariaverering in het oude Rusland in de privésfeer. Voor de Kunstenaarsvereeniging "Limburg" hield Leussink begin 1939 in de Redoutezalen te Maastricht een voordracht onder de titel 'Uit den feestkring der Iconen', handelend over het wezen van iconen en de ontwikkelingsgang van de iconenschilderkunst.

## Rome
In 1939 werd Pimen Sofronov (1898 – 1973), de nestor van de Russische icoonschilders, uitgenodigd om in het kader van de Wereldtentoonstelling van 1942 in Rome een iconostase te schilderen. De opdracht was omvangrijk en Sofronov was niet bekend met de gebruiken en de taal in Rome, zodat hij de aangeboden assistentie goed kon gebruiken. Sofronovs tolk werd de latere Zeeuws-Vlaamse icoonschilder Robert de Caluwé (1914 – 2005). Ook Dom Girolamo werd ontboden, om "de meester" te assisteren bij de uitvoering. Leussink had Sofronov al eerder ontmoet in Amay. Ze waren ongeveer even oud en er ontstond een hechte vriendschap tussen hem en Sofronov en diens vrouw Nadezhda.
De Wereldtentoonstelling zou uiteindelijk vanwege de oorlog worden afgelast, maar Sofronov voltooide rond Pasen 1940 zijn opdracht. De internationale ontwikkelingen noopten zowel Sofronov als Leussink in Rome te blijven.

### Byzantijnse kapel

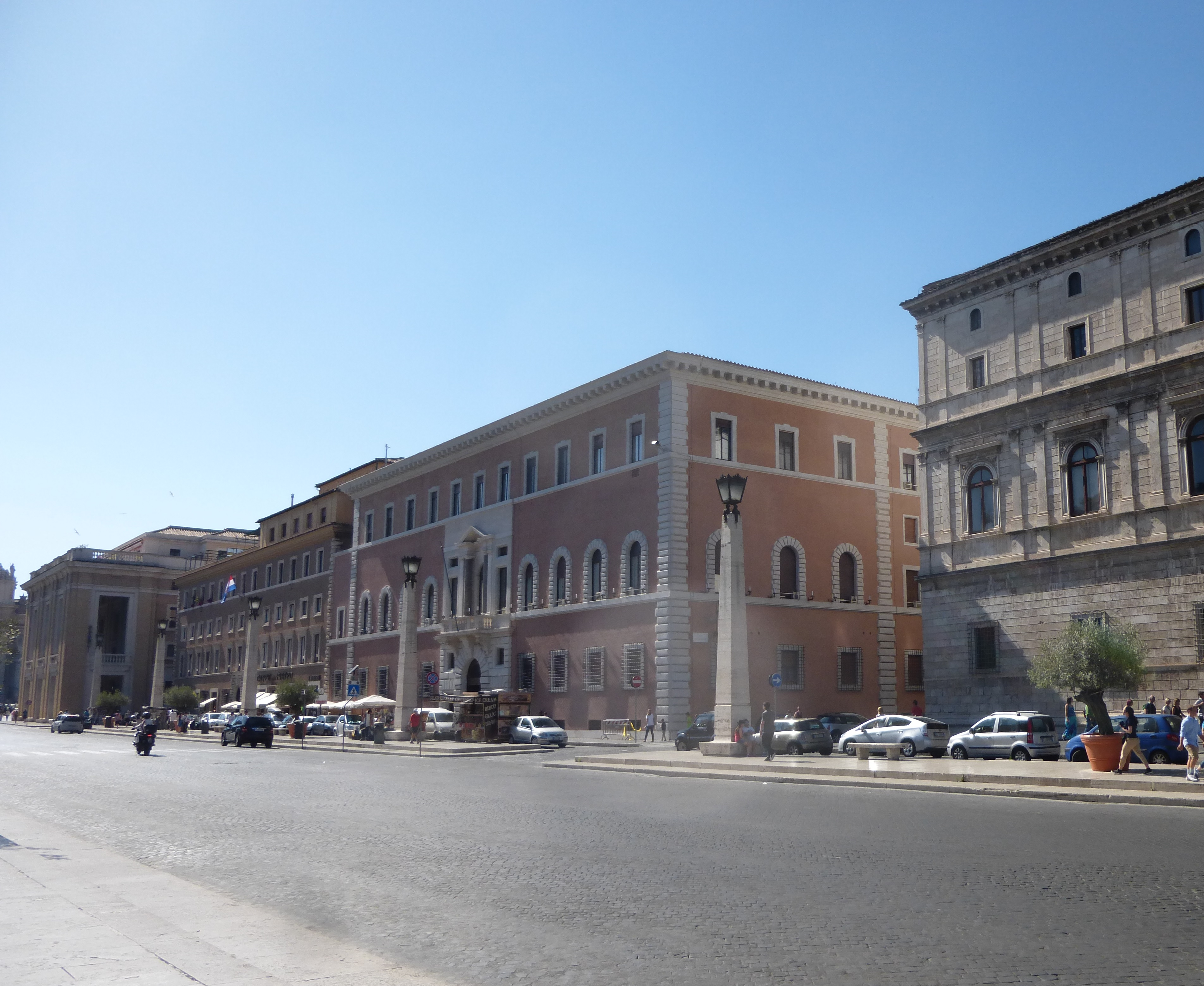
Palazzo dei Convertendi

Het talent van Leussink was ook in Rome niet onopgemerkt gebleven. In het voorjaar van 1940 kreeg hij van kardinaal Tisserant een opdracht die hem drie jaar werk bracht. Tisserant was secretaris van de Congregatie voor de Oosterse Kerken, die was gevestigd in het juiste heropgebouwde Palazzo dei Convertendi. Op de begane grond van het Palazzo zou Leussink een kleine rechthoekige kamer omtoveren tot een volledig beschilderde Byzantijnse kapel, waarover met bewondering werd gesproken. Sofronov was behulpzaam bij de schetsen, en ook diens invloed op Leussink is aanwijsbaar, voor het ontwerp tekende Dom Girolamo echter zelf. De kapel vertoont niet alleen Russische invloeden, maar vooral Leussinks persoonlijke stijl, die mede was gevormd door de Griekse iconen die hij had gezien op Oros Athos.
Het gebouw van de Congregatie is voor publiek niet toegankelijk. Binnen het gebouw wordt de Byzantijnse kapel slechts zelden geopend voor het houden van een Oosterse mis. Dit werk van Leussink wordt dan ook, evenals de iconen van Sofronov op de eerste verdieping, zelden gezien.

## Andere werken

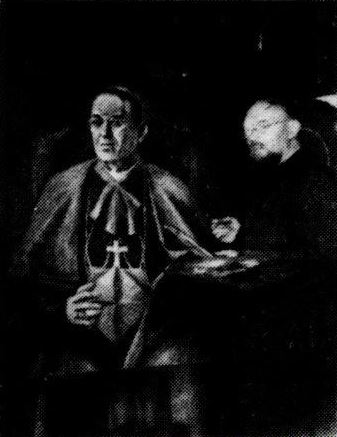
Dom Leussink bij zijn portret van kardinaal De Jong (1947)

Leussink werd de vaste iconograaf voor de Congregatie. Met zijn fijnzinnige kunstgevoel bouwde hij op eigen wijze voort op de Oosterse tradities. Hij illustreerde de Romeinse uitgave van het Ethiopisch missaal en ook een nieuwe editie van de liturgische boeken van de Slavisch-Byzantijnse ritus. Hij schilderde een iconostase voor de Italo-Griekse gemeenschap in Zuid-Italië, evenals voor de Russische kerk in Londen. Ook mocht hij iconen vervaardigen voor diverse Oosterse patriarchaten.
Ook schilderde hij het portret van kardinaal De Jong dat hangt in de kerk van San Clemente te Rome, de titelkerk van de kardinaal. De Jong was in februari 1946 kardinaal gecreëerd en hij bracht op 7 oktober 1946 een 'incognitobezoek' aan de door Leussink beschilderde kapel. Hij was zijn voormalige leerling niet vergeten, en gaf deze zelf de opdracht zijn portret te schilderen.
Leussink bleef reizen en lezingen geven. Zo gaf hij in het schooljaar 1943-1944 als gastdocent lezingen over de techniek en de symboliek van de Byzantijnse iconografie aan het pauselijk Grieks College van St. Athanasius. Eind jaren veertig gaf hij voordrachten in Luzern en Basel. Enkele weken voor zijn dood gaf hij nog een lezing in Alexandrië.
Zijn iconografische kennis heeft Leussink in 1941 gepubliceerd in De heilige ikonen. Over het wezen en de vereering der ikonen, over de voorschriften en voornaamste onderwerpen der ikonenkunst.

## Postzegel Vaticaanstad
Het Vaticaan vierde in 2017 het honderdjarig bestaan van de Congregatie voor de Oosterse Kerken onder meer met de uitgave van een postzegel van € 2,55, waarop het werk van Leussink in de Byzantijnse kapel is afgebeeld. De postzegel, gedrukt in een oplage van tachtigduizend exemplaren, toont het middelste en bovenste deel van de achterwand van de apsis.

### Over Leussink
- [Onbekend], 'Nederlands schilder-monnik schiep in Rome een kapel in Byzantijnse stijl', De Volkskrant 15 november 1946.
- Théodore Belpaire, Dom Jérôme Leussink: peintre d'icones. Éditions de Chevetogne, 1952 (overdruk uit Irénikon, 1952)
- G. Remmers, 'In memoriam Dom Girolamo Leussink', De Tijd 1 april 1952.
- M. Berger, 'Le patrimoine iconographique de la Congrégation pour les Églises Orientales. Un exemple peu connu et déjà lointain de collaboration 'oecuménique' dans le domaine de l'art sacré'. In: G. Rigotti (red.), Dall'Oronte al Tevere. Scritti in onore del cardinale Ignace Moussa I Daoud per il cinquantesimo di sacerdozio, Rome, 2004, pp. 89-93
- Michel Berger, 'Un exemple peu connu de collaboration œcuménique dans le domaine de l'iconographie byzantine au milieu du XX siécle'. Folia Athanasiana 6 (2004), pp. 13-38
- Roy R. Robson, 'Art and Politics at the Vatican Congregation for the Oriental Churches, 1917-45'. In: Russian History, Vol. 38, No. 1, "Ad Fontes": Essays in Russian and Soviet History, Politics, and Society in Honor of Orysia Karapinka, Part 2 (2011), pp. 42-57
- Père Antoine Lambrechts, 'Dom Jérôme Leussink (1898 – 1952), een benedictijn in de leerschool van Pimen Sofronov (1898 – 1973). De voorgeschiedenis (deel 1)', Eikonikon 137 (december 2017), pp. 16-18; 'Van leerling tot vriend (deel 2)'. Eikonikon 138 (maart 2018), pp. 7-10